# Porcellio mahadidi
Porcellio mahadidi är en kräftdjursart som beskrevs av S. Caruso och Di Maio1990. Porcellio mahadidi ingår i släktet Porcellio och familjen Porcellionidae. Inga underarter finns listade i Catalogue of Life.